# Vendières
Vendières är en kommun i departementet Aisne i regionen Hauts-de-France i norra Frankrike. Kommunen ligger  i kantonen Charly-sur-Marne som ligger i arrondissementet Château-Thierry. År 2022 hade Vendières 129 invånare.

## Befolkningsutveckling
Antalet invånare i kommunen Vendières
Referens: INSEE